# The Goon Show
The Goon Show era una trasmissione radiofonica britannica, originariamente prodotta e trasmessa dal canale BBC Home Service dal 1951 al 1960. La prima serie, andata in onda a partire dal 28 maggio al 20 Settembre 1951, si intitolava Crazy People; mentre tutte le successive si chiamarono The Goon Show, titolo ispirato, secondo Spike Milligan, a un personaggio del fumetto Braccio di ferro.
Principale autore ed ideatore dello show fu Spike Milligan. I copioni delle varie puntate scritti da lui con la collaborazione di Larry Stephens, Eric Sykes (coautore della maggior parte della quinta stagione), Maurice Wiltshire e John Antrobus, mischiano comicità e humour surreale, tormentoni e bizzarri effetti sonori. Alcune delle ultime puntate vedono la presenza di effetti sonori elettronici all'avanguardia per l'epoca, sviluppati dall'allora emergente reparto BBC Radiophonic Workshop, molti dei quali riutilizzati da altri programmi nei decenni successivi. Gli elementi dello show mettevano in satira lo stile di vita contemporaneo dell'inglese medio, parodiando show business, commercio, industria, arte, politica, diplomazia, forze dell'ordine, forze armate, educazione, classismo, letteratura e film.
Lo show fu trasmesso anche fuori dal Regno Unito dalla BBC Transcription Services (TS). Negli anni cinquanta venne regolarmente trasmesso in Australia, Sud Africa, Nuova Zelanda, India e Canada, sebbene in versione "tagliata" in modo da eliminare temi controversi. L'NBC iniziò a trasmettere lo show sul proprio network a partire dalla metà degli anni cinquanta.
Lo show fu molto popolare all'epoca in Gran Bretagna; i biglietti per assistere in studio alla registrazione delle puntate al BBC Camden Theatre (l'attuale  KOKO) di Londra erano costantemente esauriti, e i vari tormentoni dei personaggi dello show divennero ben presto parte del linguaggio comune.
The Goon Show fu una fonte di ispirazione per i Beatles (specialmente John Lennon), e i Monty Python.
La BBC, come conseguenza della sua politica aziendale in materia di archivi, distrusse gran parte delle serie 1, 2, 3 e alcuni episodi della 4. Le serie dalla 5 alla 10, invece, sono state  conservate integralmente. Esistono inoltre copie bootleg di molte delle puntate distrutte dalla BBC, poiché lo show veniva regolarmente registrato dai fans.

## Format
La struttura della serie era quella di un varietà comico. Ogni episodio durava circa 30 minuti, e comprendeva siparietti musicali alternati alle vicende dei molteplici personaggi comici interpretati dai quattro Goons (Spike Milligan, Peter Sellers, Harry Secombe, Michael Bentine). A causa di contrasti artistici con Milligan, e del desiderio di intraprendere una carriera solista, Bentine lasciò il programma alla conclusione della seconda stagione, senza venire rimpiazzato. Dal 1951 al 1960, furono prodotti in totale 238 episodi e 12 speciali.
Le stagioni furono 10, più l'antologica Vintage Goons, che si prefiggeva lo scopo di registrare nuovamente le prime puntate che erano andate perdute. La prima serie consta di 17 episodi più lo speciale Cinderella (1951); la seconda serie ha 25 episodi, (1952); la terza 25 più lo speciale The Coronation Special (1952–53); la quarta 30 più lo speciale Archie In Goonland (1953–54); la quinta  26 più The Starlings (1954–55); la sesta 27 più tre speciali, (1955–56); la settima 25 più due speciali, (1956–57); l'ottava 26, (1957–58); la nona 17, (1958–59); e la decima 6, (1959–1960).

## Cast e personaggi
Harry Secombe
- Principale: Neddie Seagoon
- Secondari: Uncle Oscar, Private Bogg, Nugent Dirt, Izzy, Gallese, Uomo dallo Yorkshire

Spike Milligan
- Principali: Eccles, Minnie Bannister, Count Jim Moriarty
- Secondari: Throat, Little Jim, Spriggs, Yakamoto, Cor Blimey, Singes Thingz, Hugh Jampton, Fu Manchu, Mr Banerjee

Peter Sellers
- Principali: Major Bloodnok, Hercules Grytpype-Thynne, Bluebottle, Henry Crun
- Secondari: Cynthia, Willium "Mate" Cobblers, Mr Lalkaka, Eidelberger, Flowerdew, Cyril, Fred Nurke, Gladys, Lew/Ernie Cash, Winston Churchill, Hearn ed altri

Michael BentineProf. Osric Pureheart ed altri
Nel 1952, Milligan soffrì di un forte esaurimento nervoso. Venne ricoverato in ospedale all'inizio di dicembre del 1952, poco tempo prima della trasmissione della quinta puntata dello show, anche se, come per i successivi episodi, erano già stati scritti molti copioni, e delle 12 puntate seguenti furono coautori Stephens e Grafton. Milligan rimase assente dal programma per circa due mesi, ritornando in tempo per la diciassettesima puntata, andata in onda nel marzo 1952. Come per la seconda serie, tutti gli episodi furono scritti da Milligan e Stephens e montati da Jimmy Grafton. Di queste serie non è sopravvissuta nessuna registrazione originale.
Milligan addusse come motivo del proprio esaurimento nervoso e del fallimento del suo primo matrimonio la pressione lavorativa data dalla gran mole di copioni richiesti per la serie.

## Episodi perduti
Molti dei primi episodi radiofonici non esistono più. Quando furono trasmessi i primi episodi, la tecnologia di registrazione era ancora costosa e primitiva rispetto agli standard successivi. Il nastro audio non era di uso comune e tutte le registrazioni venivano effettuate direttamente su disco in acetato. Questi potevano essere riprodotti, ma tendevano a consumarsi rapidamente e non sopravvivevano a meno che non fossero ulteriormente elaborati per creare un disco master, che veniva fatto solo per le registrazioni destinate alla vendita. Solo un episodio della quarta serie è stato conservato nel BBC Sound Archive (come doppiaggio su nastro da un disco in acetato).
Alcuni episodi delle serie 2–4 sono sopravvissuti, talvolta in forma incompleta, come registrazioni fuori onda di varia qualità. Quattro episodi della serie 4 sono stati pubblicati su CD come The Goon Show: Series Four, Part One (2010). Ulteriori sette episodi delle serie 2–4 sono inclusi in The Goon Show Compendium Volume 13 (2017) insieme all'unico frammento esistente della puntata The Giant Bombardon della quarta serie. Volume 14 (2018) include tutti i restanti episodi della serie 4, includendo quelli già pubblicati nel 2010.
Gli episodi speciali Archie in Goonland (1954) (un crossover con Educating Archie) e The Missing Christmas Parcel – Post Early for Christmas (1955) (un inserto da 15 minuti in Children's Hour) sono ritenuti anch'essi perduti.